# Rise Up (песен на Фрики Форчън)
„Rise Up“ е песен на група „Фрики Форчън“ и рапъра Риски Кид, добила правото да представи Гърция на песенния конкурс „Евровизия 2014“, който ще се проведе в Копенхаген.
Песента печели провелата се на 11 март 2014 година национална селекция с най-голям брой точки както от журито, така и от зрителския вот (общо 36,83% с преднина от близо 9% пред песента на подгласника).
От Escflashmalta я определят като „съвременна денс песен с някои рап елементи“. Подобно я описват и от Escdaily – „съвременна смесица от клубна музика с някои хип-хоп елементи“.